# Différenciation sexuelle des mammifères
La différenciation sexuelle des mammifères est le développement de gonades différentes et de caractères sexuels secondaires chez les mammifères des deux sexes.
Le sexe de la majorité des mammifères (dont l'humain) est déterminé génétiquement lors de la conception par le système XY. Les femelles ont deux chromosomes sexuels semblables (XX), alors que les mâles en ont deux distincts (XY). En moyenne, c'est la présence du gène SRY (Sex-determining Region of Y chromosome) sur le chromosome Y qui détermine le sexe gonadique mâle puis, en conséquence, le développement des caractères secondaires mâles (organes génitaux, internes et externes, mâles).
Il existe des variations du développement sexuel où les gènes ne correspondent pas toujours aux caractères sexuels extérieurs (primaires, secondaires). Chez l'être humain, ces variations se retrouvent chez les personnes intersexes.

## Histoire
Le système XY de détermination sexuelle a été découvert de façon indépendante par les docteurs Nettie Stevens et Edmund Beecher Wilson en 1905. L'identification du gène SRY date de 1991 (équipe de Lovell-Badge).

## Étapes de la différenciation

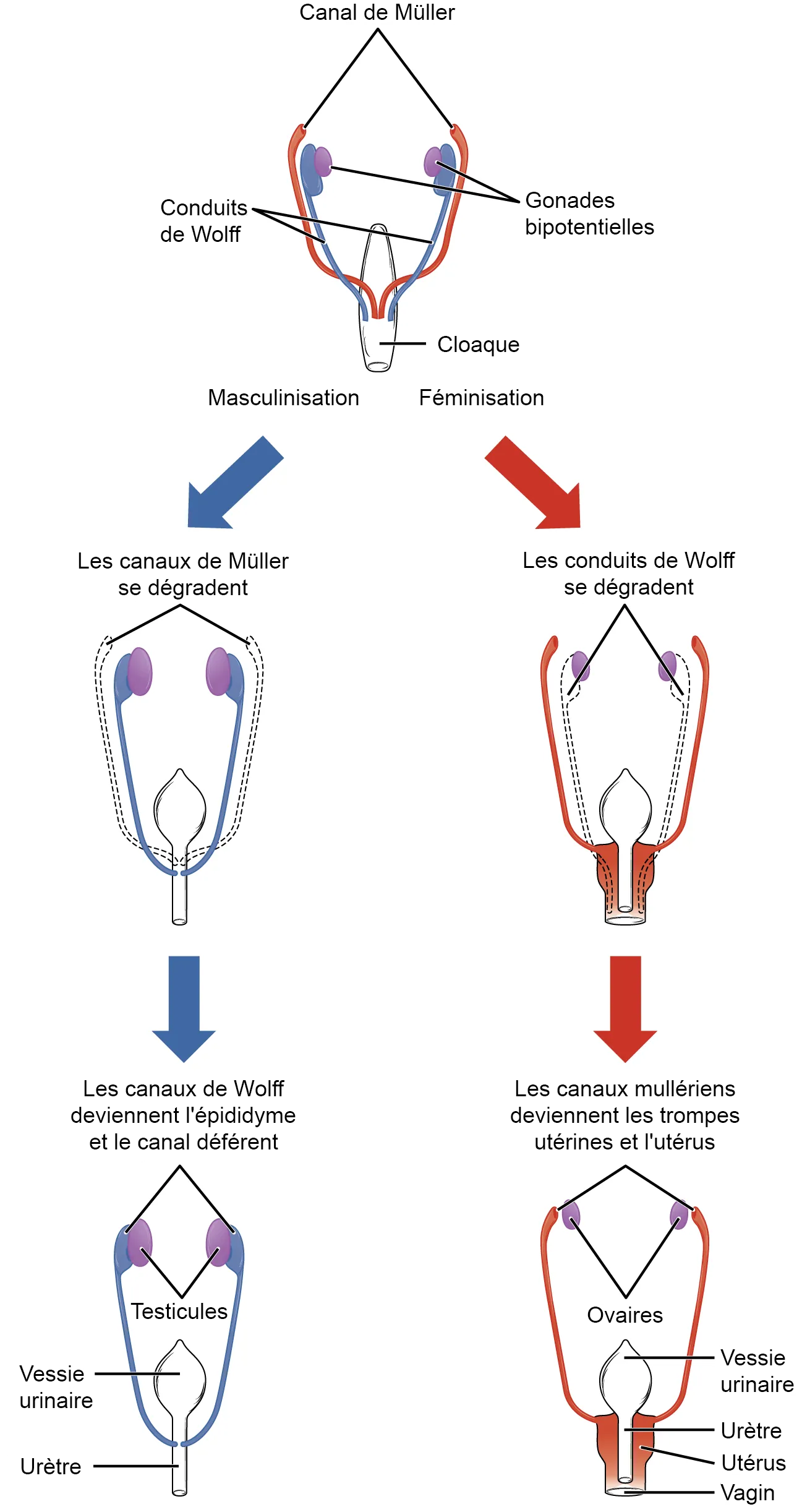
Différenciation des systèmes reproducteurs masculin et féminin

### Première étape: ébauche de l'appareil génital
Au début du développement embryonnaire, aucune différence n'est visible entre les régions génitales des embryons mâles et femelles, on parle de stade phénotypique indifférencié. L'appareil génital présente à la fois les canaux de Müller (ébauches des futures voies génitales femelles) et les canaux de Wolff (ébauches des voies génitales mâles). Les gonades en place sont également indifférenciées et dites « bipotentielles ».

### Seconde étape: du sexe génétique au sexe gonadique
Sur le chromosome Y, au cours du développement précoce, le gène SRY est activé. L'expression transitoire de ce dernier dans les gonades entraîne la synthèse de la protéine SRY (= la protéine TDF pour Testis Determining Factor) qui est un facteur de transcription. SRY est produit par des cellules spécifiques qui sont les futures cellules de Sertoli. Cette protéine SRY est le signal initial de développement des gonades en testicules.
Cette protéine SRY stimule, directement ou indirectement, l'expression de nombreux gènes (gènes architectes) qui conduisent à la différenciation de la gonade indifférenciée en testicule. C'est à ce moment et à ce moment seulement que la différence XX / XY intervient dans l'élaboration du phénotype sexuel. Chez la souris, cette bifurcation dans la différenciation gonadique se produit au cours du développement embryonnaire entre les onzième et treizième jours après la fécondation.
Sur le chromosome X, il n'y a pas de gène SRY. En absence de la protéine SRY (chez les individus XX), les gonades primordiales se différencient en ovaires. On considère cette différenciation comme spontanée en l'absence de SRY : le sexe femelle serait donc le sexe par défaut. Des études récentes suggèrent l'existence d'un facteur Z inhibiteur, réprimant la cascade de différenciation testiculaire et qui serait lui-même réprimé par SRY.

### Troisième étape: du sexe gonadique au sexe phénotypique différencié
Dans le testicule, la production de testostérone par les cellules interstitielles (cellules de Leydig) et d'hormone antimüllérienne par les cellules de Sertoli contrôlent la masculinisation de l'appareil génital.
La mise en place du sexe phénotypique mâle se fait sous l'action des hormones testiculaires, testostérone (qui permet le maintien des canaux de Wolff et leur différenciation en épididyme, canal déférent et vésicules séminales), hormone antimüllérienne (AMH qui fait régresser les canaux de Müller) et Insl3 (Insulin-like hormone peptidique produite par les cellules de Leydig qui permet la descente testiculaire).
Chez la femelle, la persistance des canaux de Müller (futurs oviductes et utérus) et la disparition des canaux de Wolff (féminisation de l'appareil génital) se réalise spontanément et ne nécessite pas d'hormone. Les expériences historiques de Jost, centrées sur la différenciation testiculaire, ont généralisé un schéma descriptif de la différenciation sous le prisme de la différenciation testiculaire. Il est donc souvent décrit que c'est l'absence de testicule qui est responsable de la persistance des canaux mülleriens et de la disparition des canaux de Wolff (on parle aussi de féminisation « par défaut »). Il s'agit d'une vision andro-centrée puisqu'on ne peut attribuer une action à l'absence d'un organe ou d'une hormone.

### Quatrième étape
La mise en place du phénotype femelle s'effectue sans déterminisme hormonal. À la naissance, les phénotypes sexuels sont visibles (appareil sexuels différenciés) mais ces organes ne sont pas fonctionnels.
La sexualisation du tractus génital et du système nerveux central pendant la vie fœtale est indépendante des hormones de l'axe hypothalamo-hypophysaire. En revanche, ces hormones sont déterminantes dans le déclenchement de la puberté et le contrôle de la fonction de reproduction chez l'adulte. Ce sont les hormones sexuelles qui contrôlent la maturation de l'appareil génital, l'apparition des caractères sexuels secondaires : testostérone chez le mâle et œstrogènes chez la femelle et le comportement sexuel.
L'hormone antimüllérienne n'intervient plus, la concentration de testostérone et d'œstrogènes, très faible chez l'enfant augmente considérablement. Cette augmentation correspond à la mise en activité des gonades et à la maturation de l'appareil génital.
Les hormones ovariennes ne sont pas indispensables pour la mise en place de l'appareil génital femelle, mais sont nécessaires à l'acquisition de sa fonctionnalité.

## Variations
Il existe des variations du développement sexuel, où la différenciation binaire n'a pas lieu de manière classique, résultant en des cas d'intersexuation, avec parfois des gonades ambiguës (ovotestis).